# SS-Obersturmführer

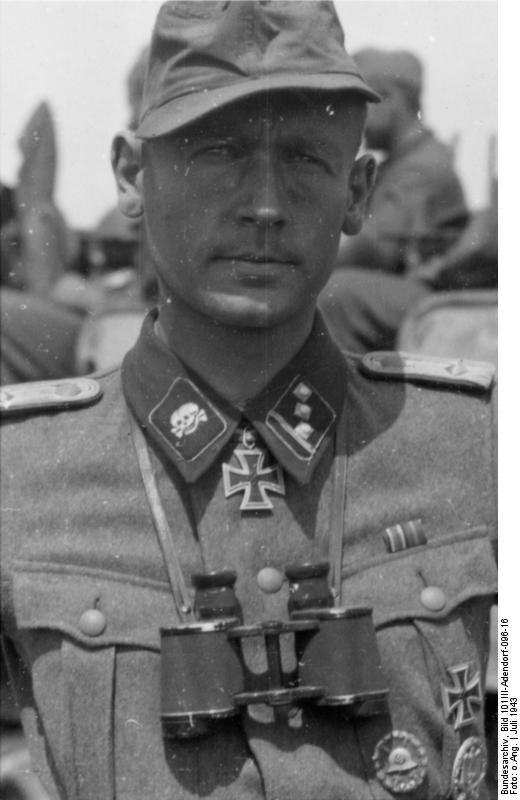
Walter Gerth hier als SS-Obersturmführer der 3. SS-Panzer-Division Totenkopf

Der SS-Obersturmführer (kurz: Ostuf; Ansprache: Obersturmführer) war im NS-Staat der zweite Offiziersrang der Schutzstaffel (SS). Der im Mai 1933 eingeführte Dienstrang war im militärischen Ranggefüge mit einem Oberleutnant vergleichbar.
Bei den Abbildungen werden die Rangabzeichen oder Dienstgradabzeichen gezeigt, die als Schulterstücke und Kragenspiegel, aber auch als Ärmelabzeichen ab 1942 für Tarn- oder Spezialanzüge, getragen wurden. Die Kragenspiegel mit SS-Runen und dem Rangabzeichen wurden an der feldgrauen Uniformjacke der Waffen-SS oder der grauen Feldbluse getragen.

## Rangfolge und Insignien
Dieser SS-Rang war dem SA-Obersturmführer und dem damaligen Oberleutnant gleichgestellt. Die Unterlage der Schulterstücke war in der für Offiziere der Waffen-SS festgelegten Waffenfarbe gehalten.
Im Zuge der Dienstgradangleichung wurde der Rang den Oberleutnanten der Gendarmerie, den Inspektoren der Schutzpolizei, den Inspektoren und Obersekretären der Polizeiverwaltung und den Kriminalkommissaren und Kriminalinspektoren der Sicherheitspolizei (Gestapo und Kripo) verliehen.
| niedriger: SS-Untersturmführer | SS Rang SS-Obersturmführer (Waffen-SS und Allgemeine SS gleich) | höher: SS-Hauptsturmführer (Waffen-SS und Allgemeine SS gleich) |
| niedriger: SA-Sturmführer      | SA Rang SA-Obersturmführer                                      | höher: SA-Hauptsturmführer (vor 1939/40 SA-Sturmhauptführer)    |
| niedriger: Leutnant            | Dienstgrad der Wehrmacht Oberleutnant                           | höher: Hauptmann                                                |

Rangabzeichen SS-Obersturmführer der Waffen-SS
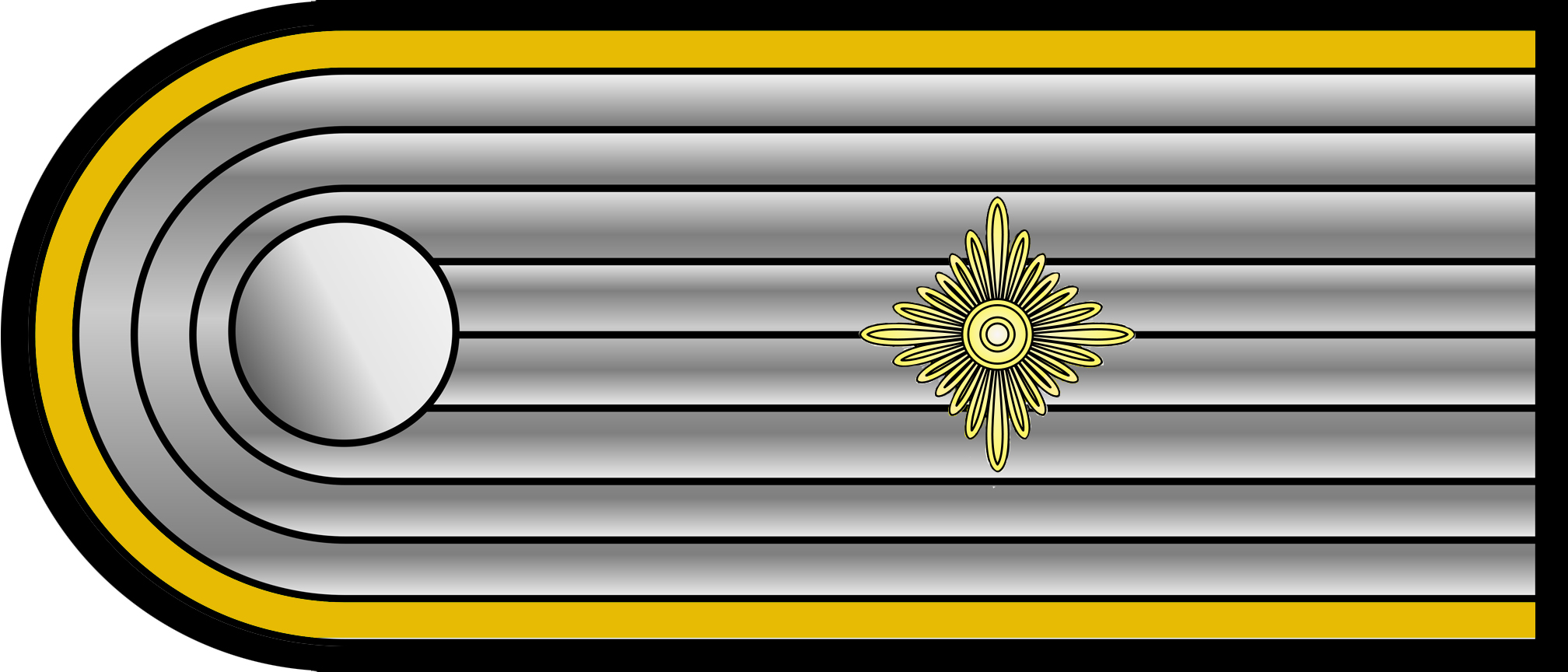
Schulterstück (Waffenfarbe Goldgelb: SS-Panzeraufklärer)
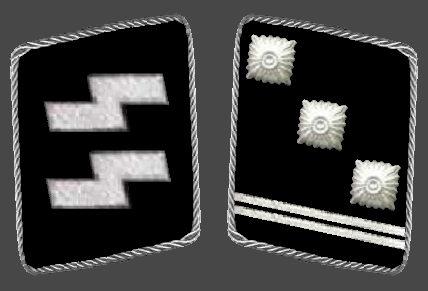
Kragenspiegel
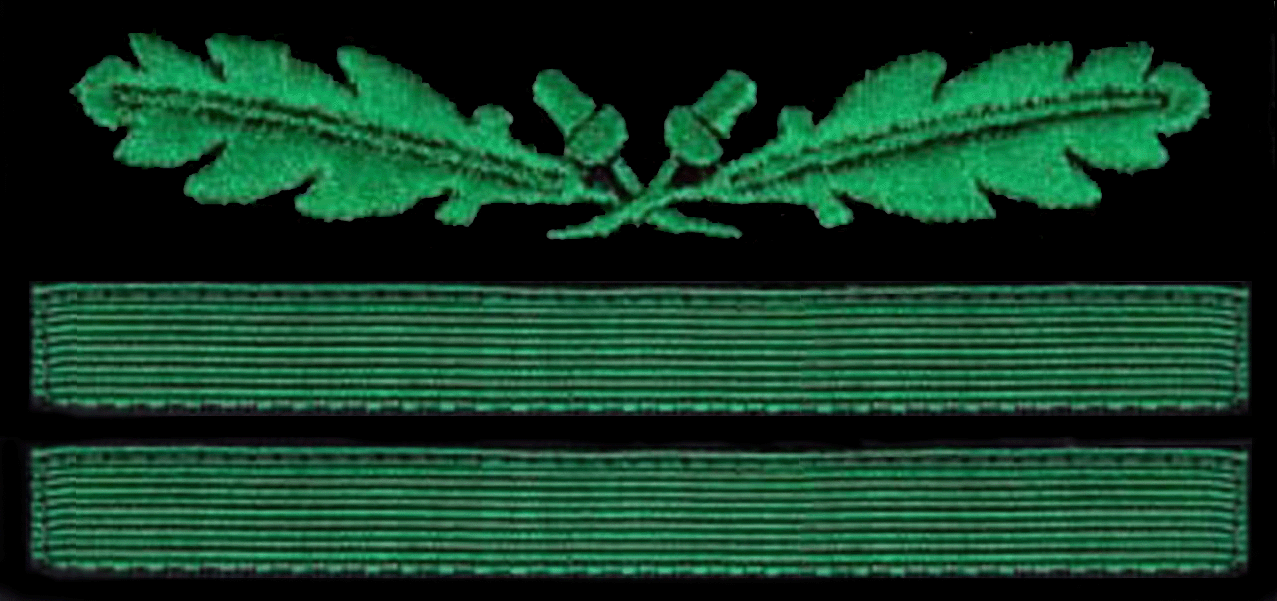
Ärmelabzeichen Tarnanzug